# 魏晋南北朝墓志
魏晉南北朝墓誌，主要是指魏晉南北朝時期所出土的石刻墓誌。多以方形石塊刻寫死者生平經歷，再於上方加上同樣大小的石塊，稱為「蓋」，刻寫死者姓名，一同埋葬於死者墓穴之中。由於墓誌藏於地下，石質也較為堅硬，因此碑面較不易毀損，幾乎保留下完整的書跡，是研究魏晉南北朝時期書法的重要材料。

## 起源
一般認為，墓誌的出現是由於曹魏、西晉時期為抑止東漢以來厚葬、立碑的「禁碑」政策。因為禁止立碑，便變通改為埋入墓穴中的墓誌。北方則可能是由於學習漢人埋葬習俗後而流行。

## 出土情形
魏晉南北朝墓誌出土地以北朝墓誌居多，以洛陽為中心，尤其是作為北魏皇家陵墓之地的邙山。而南方出土數量較少，多以南京為中心。
在清代末年至20世紀30年代這段時期，是南北朝墓誌，尤其是北朝墓誌的出土的高峰期。而20世紀90年代至今這段時期，可說是其墓誌出土的第二高峰期。
趙萬里的《漢魏南北朝墓誌集釋》收集1949年前出土或傳世，紀年為東漢到隋代的墓誌、墓記、槨銘、神坐等墓葬銘刻，共609種；趙超的《漢魏南北朝墓誌彙編》收集了1949年到1986年間中國各地出土的漢魏南北朝墓誌；羅新、葉煒編著的《新出魏晉南北朝墓誌疏證》，本書收集《漢魏南北朝墓誌彙編》以後1990年代到2005年新出土的墓誌。近來在南京、洛陽、西安、太原亦陸續出土許多魏晉南北朝墓誌。

## 書法風格
魏晉南北朝墓誌的書法風格，大致已逐漸具有楷書書體風格，結構平整秀麗，甚至亦有成熟的楷書風格。但依不同時期、地區和墓主身分，仍有不同特色。西晉墓誌多仍為隸書，書刻工整，東晉墓誌相較則簡率粗劣。南朝墓誌則多集中在政治中心建康、京口一帶，身分上至王公、下至將官及其家屬，墓誌書法多為楷體，工整秀麗。北朝墓誌初期則有斜畫緊結的風格，北齊寬薄帶隸筆，北魏楷體流美。

## 著名墓誌

### 西晉
- 《左棻墓誌》：紀年永康元年（西元300年）四月二十五日，1930年河南省偃師縣城西十五里蔡莊村出土。
- 《劉韜墓誌》：紀年西晉，清乾隆年間河南省偃師縣西杏園莊出土。

### 南齊
- 《劉岱墓誌》：紀年齊永明五年（西元487年）九月二十四日，1969年江蘇省句容縣袁巷小龍口出土。現藏鎮江市博物館。

### 梁
- 《蕭融墓誌》：紀年梁天監元年（西元502年）十一月一日，1980年9月江蘇省南京市太平門外石油化工廠附近出土。

### 劉宋
- 《劉懷民墓誌》：紀年宋大明八年（西元464年）正月十四日，山東益都出土。

### 北魏

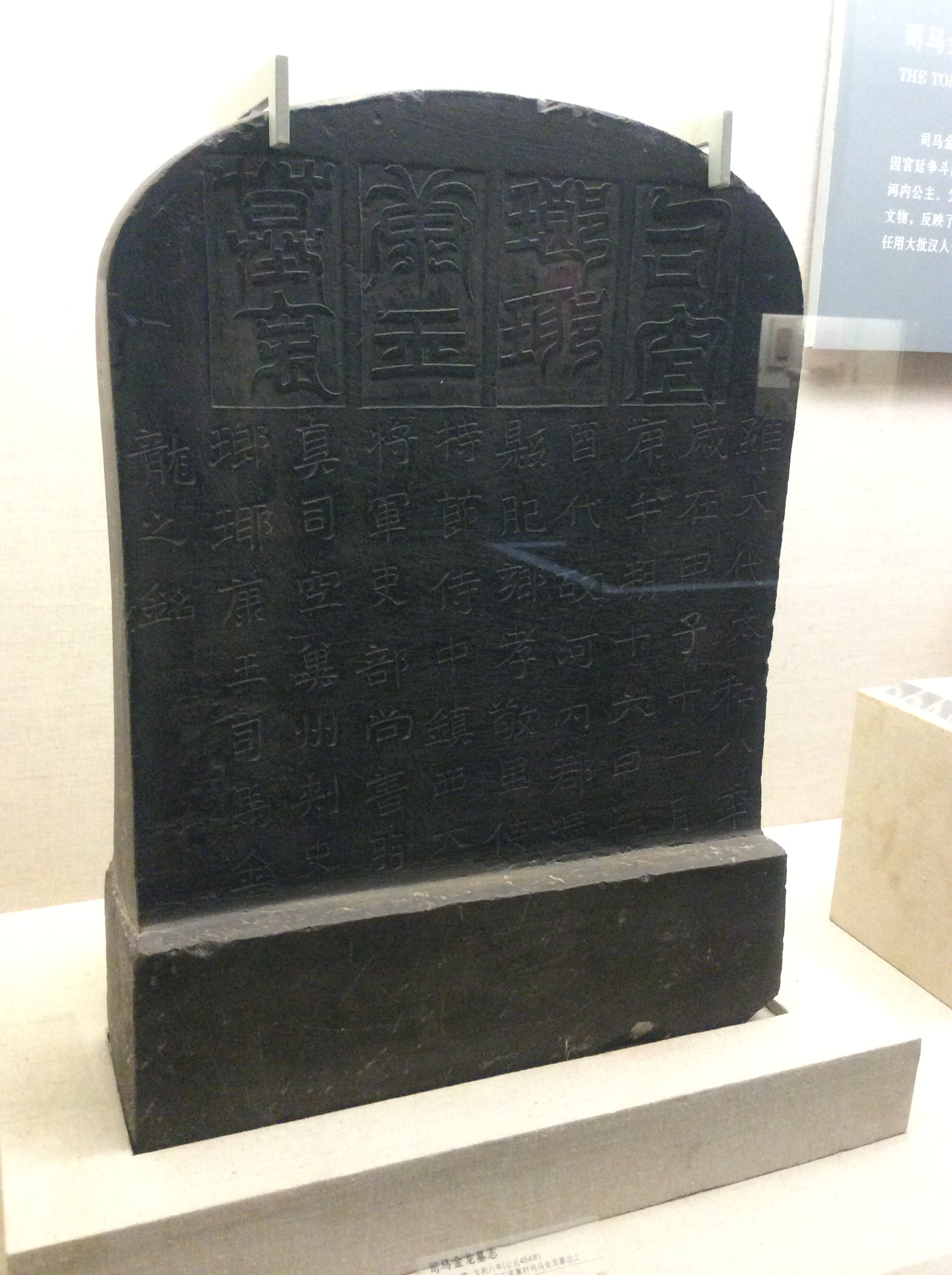
司馬金龍墓誌

- 《司馬金龍墓誌》：紀年北魏太和八年（西元484年）十一月十六日，1965年12月山西省大同市東南約十三里石家寨村出土。

- 《元楨墓誌》：紀年北魏太和二十年（西元496年）十一月二十六日，1926年河南省洛陽城西北高溝村東南出土。現藏西安碑林。
- 《元偃墓誌》：紀年北魏太和二十二年（西元498年）十二月二日，1926年河南省洛陽城西北高溝村瀍水西出土。
- 《司馬悅墓誌》：紀年北魏永平四年（西元511年）二月十八日，1979年1月河南省孟縣城關鬥雞臺村出土。
- 《崔敬邕墓誌》：紀年北魏熙平二年（西元517年）十一月二十一日，清康熙十八年河北省安平縣出土。今佚。

### 北周
- 《武帝皇后阿史那氏墓誌》：紀年開皇二年（西元582年）四月二十三日卒，二十九日葬。1993年八月二日與北周武帝孝陵陵誌同時被盜掘出土，十二月一日，成陽渭城區底張鎮陳馬村村民王某夫婦將墓誌交歸文物部門。[7]石存成陽市文物保護中心。

## 註腳
1. ↑  劉濤. . 故宮博物院刊. 2001, (3): 4–11.
2. ↑  邱建智. . 早期中國史研究. 2011年12月, 3 (2): 175–176.
3. ↑  佐川英治. . 早期中國史研究. 2012年6月, 4 (1): 154.
4. ↑  邱建智. . 早期中國史研究. 2011年12月, 3 (2): 163.
5. ↑  佐川英治. . 早期中國史研究. 2012年6月, 4 (1): 153–193.
6. ↑  華人德. . 北京: 榮寶齋. 1995: 11. ISBN 9787500302360.
7. ↑  . 墓誌數據庫-浙大墓誌庫.   [2017-07-22].

## 外部連結
- 墓誌數據庫-浙大墓誌庫 （页面存档备份，存于）